# Кубок конфедераций 2017 (статистика)
Здесь представлена статистика Кубка конфедераций 2017 года, проходившего в России с 17 июня по 2 июля 2017 года.

## Бомбардиры
В скобках указаны голы, забитые с пенальти
3 гола
- Тимо Вернер
- Леон Горецка
- Ларс Штиндль

2 гола
- Криштиану Роналду (1)

1 гол
- Том Рогич
- Томи Юрич
- Марк Миллиган (1)
- Джеймс Троизи
- Юлиан Дракслер (1)
- Керем Демирбай
- Амин Юнес
- Андре Замбо-Ангисса
- Венсан Абубакар
- Нестор Араухо
- Ирвинг Лосано
- Эктор Морено
- Орибе Перальта
- Марко Фабиан
- Рауль Хименес
- Хавьер Эрнандес
- Крис Вуд
- Рикарду Куарежма
- Нани
- Пепе
- Адриен Силва (1)
- Андре Силва
- Бернарду Силва
- Седрик Суареш
- Александр Самедов
- Фёдор Смолов
- Эдуардо Варгас
- Артуро Видаль
- Мартин Родригес
- Алексис Санчес

### Автоголы
1 автогол
- Майкл Боксолл
- Луиш Нету

### Ассистенты
3 передачи
- Эктор Эррера

2 передачи
- Йозуа Киммих
- Беньямин Хенрикс
- Йонас Гектор
- Рикарду Куарежма

1 передача
- Робби Круз
- Юлиан Брандт
- Юлиан Дракслер
- Тимо Вернер
- Эмре Джан
- Майкл Нгадё-Нгаджюи
- Муми Нгамалё
- Клейтон Льюис
- Хавьер Акино
- Карлос Вела
- Джонатан дос Сантос
- Марко Фабиан
- Рафаэл Геррейру
- Криштиану Роналду
- Элизеу
- Андре Силва
- Александр Ерохин
- Александр Самедов
- Артуро Видаль
- Алексис Санчес
- Эдуардо Варгас

## Вратари
| Количество пропущенных мячей | Количество пропущенных мячей | Количество пропущенных мячей | Количество пропущенных мячей | Количество пропущенных мячей | Количество пропущенных мячей | Количество пропущенных мячей |
| 1                            | 2                            | 3                            | 4                            | 5                            | 8                            | 9                            |
| ---------------------------- | ---------------------------- | ---------------------------- | ---------------------------- | ---------------------------- | ---------------------------- | ---------------------------- |
| Альфредо Талавера            | Бернд Лено                   | Марк-Андре тер Штеген        | Фабрис Ондоа                 | Мэтью Райан                  | Стефан Маринович             | Гильермо Очоа                |
| Джонни Эррера                | Андре Онана                  | Игорь Акинфеев               |                              |                              |                              |                              |
|                              | Клаудио Браво                | Руй Патрисиу                 |                              |                              |                              |                              |

## Голы
- Общее количество голов: 43
- Средняя результативность: 2,69
- Первый гол: автогол  Майкл Боксолл на 31-й минуте матча Россия — Новая Зеландия (в свои ворота).
- Лучший бомбардир:  Тимо Вернер (3 гола)
- Дублей: 2
- Первый дубль:  Тимо Вернер в матче Германия — Камерун
- Самый результативный матч: Австралия — Германия 2:3;  Германия — Мексика 4:1
- Самая результативная сборная:  Германия — 12 голов
- Самая нерезультативная сборная:  Новая Зеландия — 1 гол
- Самая крупная победа: Новая Зеландия - Португалия 0:4

## Наказания
- Общее количество предупреждений: 56
- Первое предупреждение:  Адриен Силва на 68-й минуте матча Португалия — Мексика.
- Общее количество удалений за две жёлтых: 3
- Первое удаление за две жёлтых карточки:  Юрий Жирков на 68-й минуте матча Мексика - Россия
- Общее количество прямых удалений: 1
- Первое прямое удаление:  Эрнест Мабука на 64-й минуте матча Германия — Камерун
- Наибольшее количество наказаний:  Чили;  Португалия—  по 11 жёлтых карточек.
- Наименьшее количество наказаний:  Камерун — 3 жёлтые карточки.
- Общее количество фолов: 426
- Среднее количество фолов за матч: 26,6
- Наибольшее количество фолов:  Мексика — 72
- Наименьшее количество фолов:  Камерун — 34
- Самая грубая команда:  Россия — 15,7 фола за матч
- Самая аккуратная команда:  Камерун  — 11,3 фола за матч

## Пенальти
- Всего назначено пенальти: 5
- Реализовано: 4
- Первый назначенный пенальти: судья матча Австралия — Германия  Марк Гейгер в ворота команды Австралии.
- Первый забитый пенальти:  Юлиан Дракслер в матче Австралия — Германия.
- Первый отражённый пенальти:  Гильермо Очоа в матче за 3-е место Португалия — Мексика

## Сводная статистика
Ниже представлена сводная таблица команд на Кубке конфедераций 2017. Если в матчах на вылет после окончания дополнительного времени счёт был равным, то обе команды получали по одному очку. Если команда побеждала в дополнительное время, то она получала три очка.
| № | Команда        | И | В | Н | П | О  | ГЗ | ГП | РМ | СИ | ЖК | 2ЖК | КК | УП | УC | УГ | ОФ | КФ |
| - | -------------- | - | - | - | - | -- | -- | -- | -- | -- | -- | --- | -- | -- | -- | -- | -- | -- |
| 1 | Германия       | 5 | 4 | 1 | 0 | 13 | 12 | 5  | 7  | 1  | 8  | 0   | 0  | 66 | 28 | 15 | 8  | 20 |
| 2 | Чили           | 5 | 1 | 3 | 1 | 6  | 4  | 3  | 1  | 2  | 11 | 0   | 0  | 75 | 25 | 24 | 17 | 19 |
| 3 | Португалия     | 5 | 3 | 1 | 1 | 11 | 9  | 3  | +6 | 2  | 11 | 1   | 0  | 83 | 32 | 35 | 6  | 21 |
| 4 | Мексика        | 5 | 2 | 1 | 2 | 7  | 8  | 10 | -2 | 0  | 8  | 1   | 0  | 83 | 35 | 24 | 12 | 22 |
| 5 | Россия         | 3 | 1 | 0 | 2 | 3  | 3  | 3  | 0  | 1  | 6  | 1   | 0  | 37 | 9  | 15 | 12 | 15 |
| 6 | Австралия      | 3 | 0 | 2 | 1 | 2  | 4  | 5  | -1 | 0  | 6  | 0   | 0  | 25 | 9  | 8  | 4  | 18 |
| 7 | Камерун        | 3 | 0 | 1 | 2 | 1  | 2  | 6  | -4 | 0  | 2  | 0   | 1  | 36 | 6  | 16 | 6  | 15 |
| 8 | Новая Зеландия | 3 | 0 | 0 | 3 | 0  | 1  | 8  | -7 | 0  | 4  | 0   | 0  | 29 | 9  | 8  | 4  | 17 |

## Предупреждения и удаления

### Предупреждения
| Игрок               | Команда        | Соперник       | Этап              |
| ------------------- | -------------- | -------------- | ----------------- |
| Трент Сейнсбери     | Австралия      | Германия       | Группа B          |
| Бейли Райт          | Австралия      | Камерун        | Группа B          |
| Массимо Луонго      | Австралия      | Чили           | Группа B          |
| Джеймс Троизи       | Австралия      | Чили           | Группа B          |
| Тим Кэхилл          | Австралия      | Чили           | Группа B          |
| Азиз Бехич          | Австралия      | Чили           | Группа B          |
| Леон Горецка        | Германия       | Австралия      | Группа B          |
| Ларс Штиндиль       | Германия       | Чили           | Группа B          |
| Марвин Платтенхардт | Германия       | Камерун        | Группа B          |
| Йозуа Киммих        | Германия       | Чили           | Финал             |
| Диего Рейес         | Мексика        | Новая Зеландия | Группа A          |
| Эктор Эррера        | Мексика        | Новая Зеландия | Группа A          |
| Освальдо Аланис     | Мексика        | Россия         | Группа A          |
| Рауль Хименес       | Мексика        | Германия       | Полуфинал         |
| Рафаэль Маркес      | Мексика        | Португалия     | Матч за 3-е место |
| Райан Томас         | Новая Зеландия | Мексика        | Группа A          |
| Майкл Боксолл       | Новая Зеландия | Мексика        | Группа A          |
| Дэйн Ингэм          | Новая Зеландия | Португалия     | Группа A          |
| Клейтон Льюис       | Новая Зеландия | Португалия     | Группа A          |
| Андре Гомеш         | Португалия     | Мексика        | Группа A          |
| Нелсон Семеду       | Португалия     | Мексика        | Матч за 3-е место |
| Бернанду Силва      | Португалия     | Россия         | Группа A          |
| Нелсон Семеду       | Португалия     | Новая Зеландия | Группа A          |
| Бруну Алвеш         | Португалия     | Чили           | Полуфинал         |
| Жозе Фонте          | Португалия     | Чили           | Полуфинал         |
| Вильям Карвалью     | Португалия     | Чили           | Полуфинал         |
| Седрик Суареш       | Португалия     | Чили           | Полуфинал         |
| Денис Глушаков      | Россия         | Португалия     | Группа A          |
| Георгий Джикия      | Россия         | Португалия     | Группа A          |
| Александр Самедов   | Россия         | Португалия     | Группа A          |
| Виктор Васин        | Россия         | Мексика        | Группа A          |
| Александр Головин   | Россия         | Мексика        | Группа A          |
| Фёдор Кудряшов      | Россия         | Мексика        | Группа A          |
| Жан Босежур         | Чили           | Германия       | Группа B          |
| Алексис Санчес      | Чили           | Германия       | Группа B          |
| Клаудио Браво       | Чили           | Германия       | Финал             |
| Эдуардо Варгас      | Чили           | Германия       | Финал             |

### Дисквалификации
Игрок, получивший в матче прямую красную карточку, удалённый после двух жёлтых карточек, или получивший вторую жёлтую карточку по ходу турнира, пропускает следующий матч.
| Игрок                | Наказания                                                                                | Пропущенные матчи         |
| -------------------- | ---------------------------------------------------------------------------------------- | ------------------------- |
| Эрнест Мабука        | в матче группы В против Германии                                                         | —                         |
| Себастьен Сиани      | в матче группы В против Австралии в матче группы В против Германии                       | —                         |
| Юрий Жирков          | в матче группы A против Мексики                                                          | —                         |
| Андрес Гуардадо      | в матче группы A против Португалии в матче группы A против России                        | Полуфинал против Германии |
| Пепе                 | в матче группы A против России в матче группы A против Новой Зеландии                    | Полуфинал против Чили     |
| Адриен Силва         | в матче группы A против Мексики в 1/2 финала против Чили                                 | —                         |
| Гонсало Хара         | в матче группы B против Камеруна в 1/2 финала против Португалии в финале против Германии | —                         |
| Педро Пабло Эрнандес | в матче группы B против Австралии в 1/2 финала против Португалии                         | —                         |
| Артуро Видаль        | в матче группы В против Австралии в финале против Германии                               | —                         |
| Себастьян Руди       | в матче группы В против Чили в финале против Чили                                        | —                         |
| Эмре Джан            | в 1/2 финале против Мексики в финале против Чили                                         | —                         |